# Козолупи
Козолупи (пол. Kozołupy) — село в Польщі, у гміні Сточек Венґровського повіту Мазовецького воєводства.
Населення — 130 осіб (2011).
У 1975-1998 роках село належало до Седлецького воєводства.

## Демографія
Демографічна структура станом на 31 березня 2011 року:
|          | Загалом | Допрацездатний вік | Працездатний вік | Постпрацездатний вік |
| -------- | ------- | ------------------ | ---------------- | -------------------- |
| Чоловіки | 63      | 17                 | 43               | 3                    |
| Жінки    | 67      | 10                 | 41               | 16                   |
| Разом    | 130     | 27                 | 84               | 19                   |